# Scoochie Smith
Dayshon «Scoochie» Smith (Bronx, Nueva York, 11 de septiembre de 1994) es un baloncestista estadounidense que pertenece a la plantilla del KK Vojvodina de la Košarkaška Liga Srbije. Con 1,88 metros de estatura, juega en la posición de base. 

## Trayectoria deportiva

### Universidad
Jugó cuatro temporadas con los Flyers de la Universidad de Dayton, en la que promedió 9,3 puntos, 3,6 asistencias, 2,3 rebotes y 1,2 robos de balón por partido. En su última temporada fue incluido en el mejor quinteto de la Atlantic-10 Conference.

### Profesional
Tras no ser elegido en el Draft de la NBA de 2017, disputó las Ligas de Verano de la NBA con los Boston Celtics, un total de cinco partidos en los que promedió 2,4 puntos y 1,8 asistencias. En el mes de julio firmó contrato con los Cairns Taipans de la NBL Australia, donde jugó una temporada en la que promedió 10,0 puntos y 3,0 rebotes por partido. Regresó a su país part fichar en marzo de 2018 por los Canton Charge de la G League, con los que jugó los últimos ocho partidos de la temporada, promediando 14,3 puntos y 8,1 asistencias.
La temporada siguiente regresó a las Ligas de verano, esta vez con los Cleveland Cavaliers, con los que disputó siete encuentros, en los que promedió 8,3 puntos y 3,0 rebotes. Posteriormente regresó a los Charge, con lo sque el 6 de diciembre igualó el récord de asistencias en un partido, repartiendo 16 en la victoria ante los Long Island Nets, partido en el que también se logró el récord de la franquicia de anotación en un partido, con 151 puntos.
Durante la temporada 2019-20 comenzaría jugando en Grecia en las filas del Peristeri BC de la A1 Ethniki en el que juega 9 partidos.
El 2 de febrero de 2020, firma por el Fort Wayne Mad Ants de la G-League en el que jugaría 11 partidos.
El 4 de junio de 2020, se hace oficial su incorporación al KK Mega Bemax de la Košarkaška Liga Srbije.